# (38083) Rhadamanthe
(38083) Rhadamanthe est un objet transneptunien, découvert le 17 avril 1999 par le programme Deep Ecliptic Survey, il s'agit d'un plutino.

## Nom
L'objet est nommé d'après Rhadamanthe, personnage de la mythologie grecque.

## Observations
Il a été observé 28 fois du 17 avril 1999 au 7 juin 2008.